# Вильгельм Парижский
Вильгельм Парижский, он же Вильгельм Обельхолтский и Вильгельм из Эскильсё  (фр. Guillaume de Paris, дат. Vilhelm af Paris, около 1127, Париж — 6 апреля 1203, Дания) — датский клирик французского происхождения, католический святой.

## Ранняя жизнь
Родился в знатной французской семье и получил образование у своего дяди Гуго, аббата Сен-Жермен-де-Пре в Париже. Став иподиаконом получил пребенду в церкви Сент-Женевьев-дю-Мон. Согласно агиографическим источникам, что другие каноники невзлюбили Вильгельма за то, что тот вёл образцовую жизнь, и попытались избавиться от него, помешав его рукоположению в диаконы епископом Парижским. Вильгельм всё равно получил сан от епископа Санлисского благодаря вмешательству дяди; вскоре его назначили в маленький приорат Эпине.
В 1148 году по приказу папы Евгения III секулярные каноники Сент-Женевьев были заменены регулярными канониками из парижского аббатства Сен-Виктор, чей приор Эд стал аббатом Сент-Женевьев. Вскоре после этого Вильгельм стал суб-приором и проявил на этом посту большое рвение. Однажды он выступил против нового приора, что стало причиной разногласий с аббатом Гарином, преемником Эда. Хотя папа Александр III поддержал Вильгельма, аббат назначил ему унизительную епитимью, на что каноник горько жаловался папе.

## Деятельность в Дании
В 1161 году Абсалон, епископ Роскилле (а позже архиепископ Лунда) в Дании, отправил в Париж пробста своего собора (почти наверняка хрониста Саксона Грамматика), чтобы рекрутировать регулярных каноников для реформирования капитула в монастыре на о. Эскильсё. Абсалон и Вильгельм были дружны ещё с тех пор, когда датчанин учился в Париже. В 1165 году Вильгельм отправился в Данию с тремя товарищами и стал аббатом Эскильсё, где на тот момент оставалось всего шесть монахов. Дания в то время была негостеприимным местом для этих французских церковников: Вильгельма и его людей пугала чуждая культура и язык. Вскоре его спутники вернулись вернулись во Францию, в чём самому Вильгельму было отказано.
Несмотря на трудности, недостаток средств и недовольство монахов, Вильгельм реформировал монастырь. В 1176 году он перенёс его в Обельхолт (близ современного города Хиллерёд) и освятил во имя Параклета. Он ужесточил монастырскую дисциплину и установил более тесные связи с другими датскими церковными учреждениями, также приверженными строгости. В 1183 году в аббатстве было уже 25 монахов, и он также предоставлял ночлег для приезжих. Иногда там одновременно жило около ста человек, питание и ночлег были бесплатными.
Вильгельм был посредником между Данией и Францией. Вероятно, он помог устроить родственника Абсалона — Педера Сунесена, — который в 1192 году сменил Абсалона на посту епископа Роскилле, учиться в Сент-Женевьев во Франции. Особенно заметную роль он сыграл в так называемом «деле Ингеборги». От имени короля Дании Кнуда VI и Абсалона, Вильгельм помешал королю Франции Филиппу Августу отречься от своей жены Ингеборги, дочери короля Дании Вальдемара I. Именно для этого он составил генеалогию датских королей, призванную опровергнуть предполагаемое кровное родство между Ингеборгой и Филиппом.

## Прославление
Согласно Vita et miracula, составленной для процесса канонизации, Вильгельм умер на Пасху 1202 года, хотя в действительности это был 1203 год. Сообщалось о многочисленных чудесах, происходящих на его могиле, и в 1218 году Андерс Сунесен, архиепископ Лундский, обратился к папе Гонорию III с просьбой рассмотреть вопрос о причислению Вильгельма к лику святых. Папа канонизировал аббата в январе 1224 года на основании дополнительной информации, предоставленной кардиналом де Кресенцио, недавно вернувшимся из Дании.
В Обельхолтском аббатстве была выстроена новая церковь, куда в 1238 году перенесли мощи святого. Со временем их по частям передали в несколько соборов и церквей, в том числе собор Роскилле, собор Лунда и церковь Богоматери в Копенгагене.
День памяти — 6 апреля, ранее 16 июня.